# Steve Coll

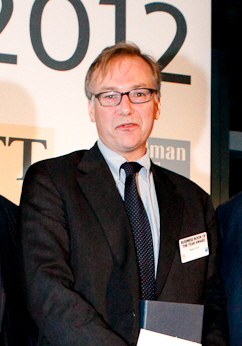
Steve Coll (2012)

Steve Coll (* 8. Oktober 1958 in Washington, D.C.) ist ein US-amerikanischer Journalist und Sachbuchautor. Er wurde zweimal mit dem Pulitzer-Preis ausgezeichnet.

## Leben
Steve Coll machte 1976 seinen Schulabschluss. In Los Angeles, Kalifornien schrieb er sich am Occidental College ein. 1980 schloss er sein Studium mit Auszeichnung in Englisch und Geschichte ab. Coll besuchte während seines Studiums auch die University of Sussex.
Coll war Südostasien-Korrespondent und später Mitherausgeber der Washington Post. Ab September 2005 arbeitete er für den New Yorker. 2007 wurde er Leiter der unabhängigen New America Foundation. 2008 erschien Die Bin Ladens. Eine arabische Familie, die Recherche dazu führte er mehrere Jahre im persönlichen Umfeld Osama bin Ladens.
Seit Juli 2013 ist er Dekan der Columbia University Graduate School of Journalism.
Coll ist mit der Journalistin und Dichterin Eliza Griswold verheiratet.

## Auszeichnungen
- 2004: Lionel Gelber Prize für Ghost Wars: The Secret History of the CIA, Afghanistan, and Bin Laden, from the Soviet Invasion to September 10, 2001
- 2018: National Book Critics Circle Award (Nonfiction) für Directorate S: The C.I.A. and America’s Secret Wars in Afghanistan, 2001–2016

## Bücher
- The Deal of the Century: The Break Up of AT&T (1986) ISBN 0-689-11757-4
- Eagle on the Street (1992) ISBN 0-02-008162-6
- On the Grand Trunk Road (1993) ISBN 0-8129-2026-0
- The Taking of Getty Oil (1989) ISBN 0-04-440330-5
- Ghost Wars. The Secret History of the CIA, Afghanistan, and bin Laden, from the Soviet Invasion to September 10, 2001. Penguin Books, New York 2005, ISBN 0-14-303466-9.
- Die Bin Ladens. Eine arabische Familie. Deutsche Verlags-Anstalt, München 2008, ISBN 978-3-421-04354-2 (englisch: The Bin Ladens. An Arabian Family in the American Century. New York 2008).
- Directorate S. The C.I.A. and America’s Secret Wars in Afghanistan and Pakistan. Penguin Press, New York 2018, ISBN 978-1-59420-458-6.
- The Achilles Trap. Saddam Hussein, the C.I.A., and the Origins of America’s Invasion of Iraq. Penguin Press, New York 2024, ISBN 978-0-525-56226-9 (rezensiert u. a. von Gideon Rose in Foreign Affairs[6], Noreen Malone in The New York Times[7], Spencer Ackerman in The Washington Post[8] und Julian Borger in The Guardian[9]).